# دونالد ك. شفاب
دونالد ك. شفاب (بالإنجليزية: Donald K. Schwab)‏ هو عسكري أمريكي، ولد في 6 ديسمبر 1918 في هوبير في الولايات المتحدة، وتوفي في 19 فبراير 2005 في أوماها في الولايات المتحدة.